# جنیفر هوکر
جنیفر هوکر (به انگلیسی: Jennifer Hooker) (زادهٔ ۶ ژوئن ۱۹۶۱) شناگر اهل ایالات متحده آمریکا است.